# Milorad Krstić
Milorad Krstić (* 1952 in Dornberk, Jugoslawien) ist ein ungarischer Maler, Multimedia-Künstler und Fotograf sowie Filmemacher slowenischer Abstammung.

## Leben
Gemäß dem Wunsch seiner Eltern studierte Krstić zunächst Jura. Nach dem Studium widmete er sich ganz der Kunst. Als im Jahr 1991 die Jugoslawienkriege begannen, zog er aus der Vojvodina nach Budapest, wo er heute lebt und arbeitet und die ungarische Staatsbürgerschaft bekam.
Im Jahr 1995 bekam er bei der Berlinale für seinen achtminütigen Film My Baby Left Me einen Silbernen Bären/Preis der Jury in der Kategorie Kurzfilm.
Mit dem 96-minütigem Animationsfilm Ruben Brandt, Collector (Ungarn 2018) zeigte Krstić, dass sein Kurzfilm keine „Eintagsfliege“ war, sondern eine Etappe des Filmers. Er hat sowohl das Drehbuch verfasst als auch Regie geführt. Inhaltlich geht es in dem aktionsreichen Trickfilm-Thriller um einen Psychotherapeuten, der zahlreiche Kunstwerke zu rauben in Auftrag gibt. Das turbulente Geschehen ist ästhetisch anspruchsvoll und von schwarzem Humor geprägt. Laut IMDb gibt es den am 9. August 2018 auf dem Filmfestival von Locarno erstaufgeführten Film in ungarischer, italienischer und englischer Sprache.